# Newcombia canaliculata
Newcombia canaliculata é uma espécie de gastrópode  da família Achatinellidae.
É endémica dos Estados Unidos da América.